# 苇状雀麦
苇状雀麦（学名：Bromus phragmitoides），为禾本科雀麦属下的一个植物种。产云南西北部。生于山地草坡。分布于欧洲。模式标本采自罗马尼亚。